# Paša Angelina
Praskov'ja Nikitična Angelina, nota come Paša Angelina (in russo Праско́вья (Паша) Ники́тична Анге́лина?; Starobeševe, 30 dicembre 1912 – 21 gennaio 1959), è stata un'operaia sovietica, celebrata udarnik sovietica e stacanovista ai tempi dei primi piani quinquennali dell'Unione Sovietica. Celebrata come una delle prime donne operatrici di trattori in URSS, divenne un simbolo della lavoratrice sovietica tecnicamente istruita.

## Biografia

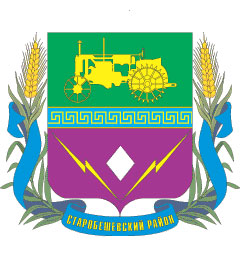
Il trattore di Pasha Angelina raffigurato sullo stemma del distretto di Starobeševe di Donetsk oblast

Angelina proveniva da Starobeševe, un villaggio di famiglie greche che si erano trasferite nella regione dalla Crimea alla fine del XVIII secolo, e parlava sia greco che una lingua turca locale. Suo padre, Nikita Vasil'evič Angelin, era un contadino e sua madre, Efimija Fëdorovna Angelina, imbiancava le capanne. Nel 1929, iniziò a frequentare i corsi di guida del trattore nella sua nativa Oblast', lavorando contemporaneamente in un caseificio. Nel 1933, organizzò una squadra di trattori per sole donne che si classificò al primo posto tra le squadre di trattori della regione. Diventò una celebrità sovietica ufficiale, acclamata dai media e raffigurata su manifesti di propaganda. Nel 1935, fu tra i "Campioni del lavoro agricolo" selezionati per tenere una conferenza con i leader del Partito e dello stato al Cremlino. A quella conferenza, promise ufficialmente di organizzare altre dieci squadre di trattori nel suo raion. Nel 1938 firmò un appello intitolato "Centomila (femmine) amiche - sul trattore!" (in russo : "Сто тысяч подруг - на трактор!"). Le donne che lavoravano con i trattori consentirono all'esercito sovietico di arruolare più uomini, prima e durante la seconda guerra mondiale. Durante il periodo del fronte orientale, Angelina studiò agricoltura a Mosca per due anni e poi lavorò come caposquadra in Kazakistan, fino alla fine delle ostilità. Dopo la guerra, tornò a lavorare nella stessa funzione nella città natale.
Nel 1948, fu l'autrice di un libro autobiografico, Ljudi kolchoznych polej ("La gente dei campi kolchoziani"). Morì di cirrosi a Mosca nel 1959.
Un busto in bronzo che la raffigura è stato posizionato nel villaggio urbano di Starobecheve, sul viale che porta il suo nome.

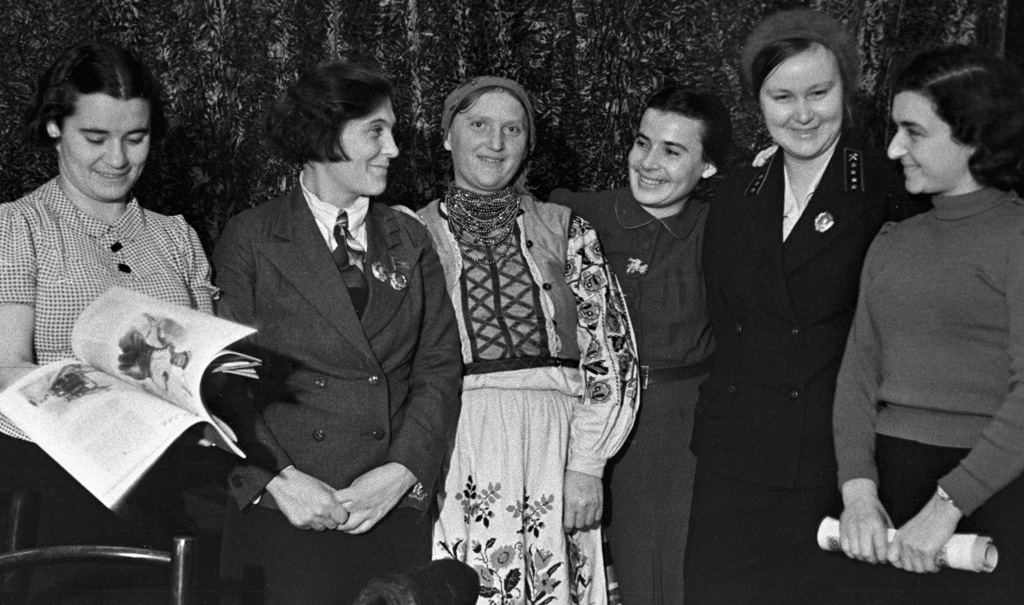
Paša Angelina (seconda da sinistra) durante una pausa in una riunione del Comitato centrale di Komsomol, foto Ivan Michajlovič Šagin, 14 luglio 1936.
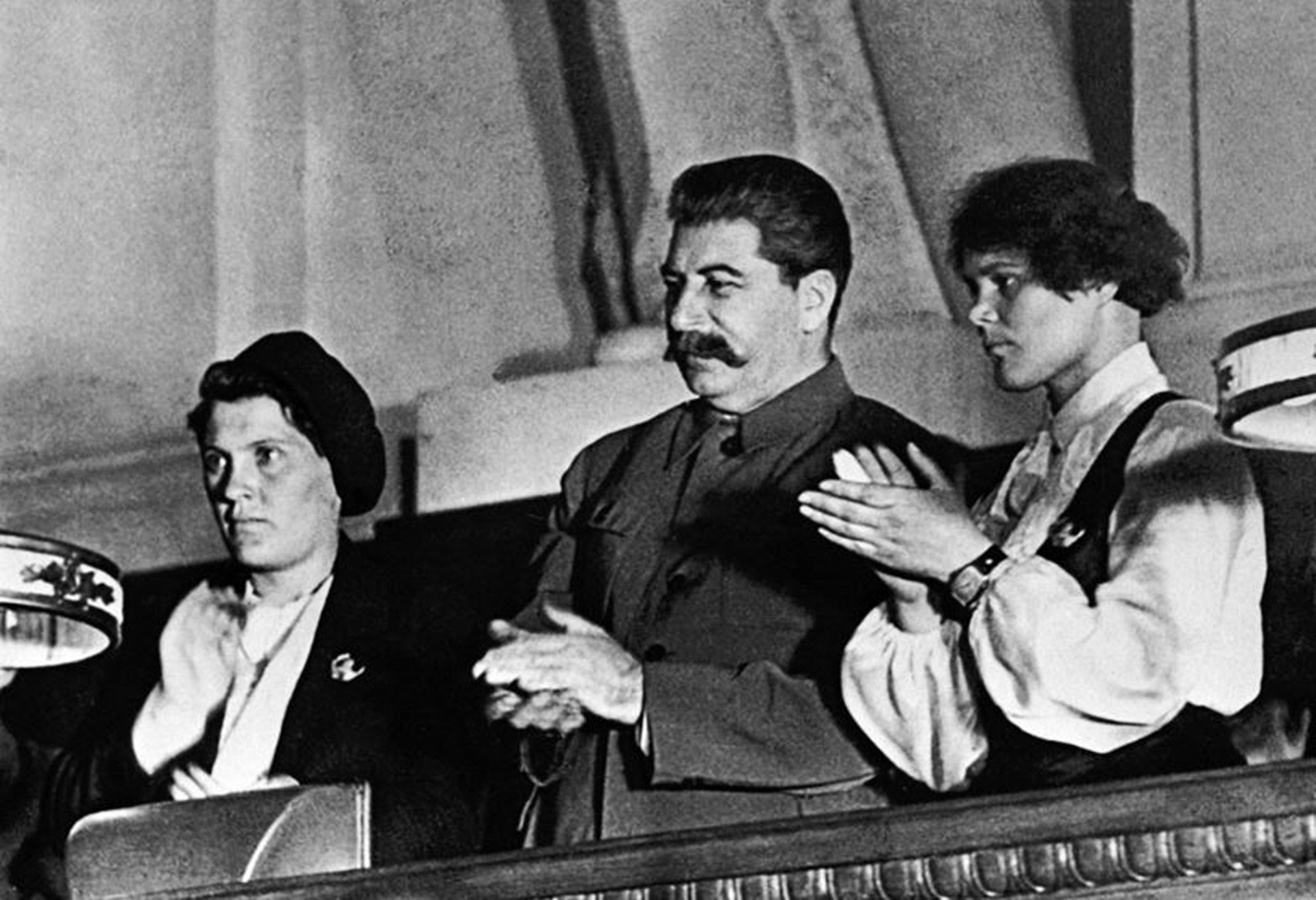
Angelina (a sinistra) e Marija Sofronovna Demčenko con Stalin al X Congresso del Komsomol, 1936.

## Premi
- Eroina del lavoro socialista per due volte (nel 1947 e 1958)
- Premio Stalin nel 1946
- Tre Ordini di Lenin
- Ordine dello Stendardo Rosso del Lavoro
- Fu eletta nel Soviet Supremo dell'Unione Sovietica nel 1937, 1946 e 1950.